# Peter Rijsenbrij
Peter Rijsenbrij (Diemen, 4 maart 1959) is een Nederlandse diskjockey, radiopresentator en programmamaker.

## Levensloop
In 1980 werd Rijsenbrij ontdekt tijdens een talentenjacht voor diskjockeys en presenteerde hij vervolgens talloze road- en drive-inshows in het land. Hij werkte van 1983 tot en met 1988 voor de NCRV op de vaste uitzenddag zaterdag op Hilversum 3 en vanaf 7 december 1985 op Radio 3 en televisie in programma's als Nachtexpress, Popsjop, Late Date en Popstation; hij werkte daarbij samen met Jaap de Groot, Skip Voogd, Henk Mouwe, Kirsten Kleinsma en andere NCRV-collega’s.
Rijsenbrij stapte in 1988 samen met Ferry Maat, Rob van Someren, Daniel Dekker en Jeroen Soer over naar Radio 10. Hij maakte daar programma’s, later was hij muziek- en programmadirecteur.
In 1990 werd hij door Marc van Amstel van Omroep Flevoland gevraagd om actualiteitenprogramma’s te presenteren. Tevens is hij vanaf 1995 'music director' van LOVE Radio en JFK FM, waar hij ook programma’s presenteert.
In 2000 richtte hij samen met een partner Amsterdam Webfactory op. Hij is aandeelhouder en 'creative director' en lanceerde een portal en ontwikkelde CMS-websites voor bedrijven onder de naam Website in a box.
Van 2002 tot 2004 werkte hij als algemeen directeur voor Vanderkolk Events & Entertainment te Hilversum en behaalde hij voor het event Big Night in het GelreDome de Event Award 2004. 
Sinds 13 augustus 2004 is hij weer betrokken als deejay en stationmanager bij Radio 10 Gold als vervanger van de langdurig zieke Tom Mulder. Tevens werd hij programmadirecteur. Peter Rijsenbrij presenteert iedere werkdag tussen zeven en tien de ochtendshow, afwisselend met René Verkerk en Ger van den Brink. Rijsenbrij wordt tevens ingezet om het Belgische radiostation 4 FM te begeleiden en werd gevraagd om Radio Digitaal voor Talpa op te zetten. In 2005 won hij met Radio 10 Gold de Marconi Award voor beste radiostation van Nederland. Op 5 maart 2007 wordt hij bij Radio 10 Gold ontslagen vanwege bezuinigingen bij het radiostation.
Sinds 1 december 2007 leidt Rijsenbrij een eigen evenementen en productiebedrijf.
Van 2009 - 2016 is Rijsenbrij voorzitter van de ondernemersclub SOIL (samenwerkende ondernemers in Lelystad).
Sinds 1 september 2010 is Rijsenbrij bestuurslid van het Zomerfestival 'Travelling in Baroque' in Flevoland.
Van 1 oktober 2010 - 1 januari 2016 is Rijsenbrij station manager bij de lokale omroep van Lelystad, Radio Lelystad.
Sinds 1 augustus 2013 is Rijsenbrij Music Director bij JFK Ibiza 105.2 FM JFK Ibiza .
Sinds augustus 2014 is Rijsenbrij mede-eigenaar van RefereeSpray
Sinds november 2014 is Rijsenbrij presentator van het online business programma AZaken Live.
Sinds december 2014 is Rijsenbrij mede-eigenaar van zakenportal FlevoZine.
Sinds februari 2015 is Rijsenbrij mede-eigenaar van de Stichting Flevo Zakenfestival.
Van oktober 2022 tot Februari 2023 is Rijsenbrij interim radiodirecteur bij Grand Prix Radio van Olav Mol en Alexander Stevens.